# Urbano Rattazzi

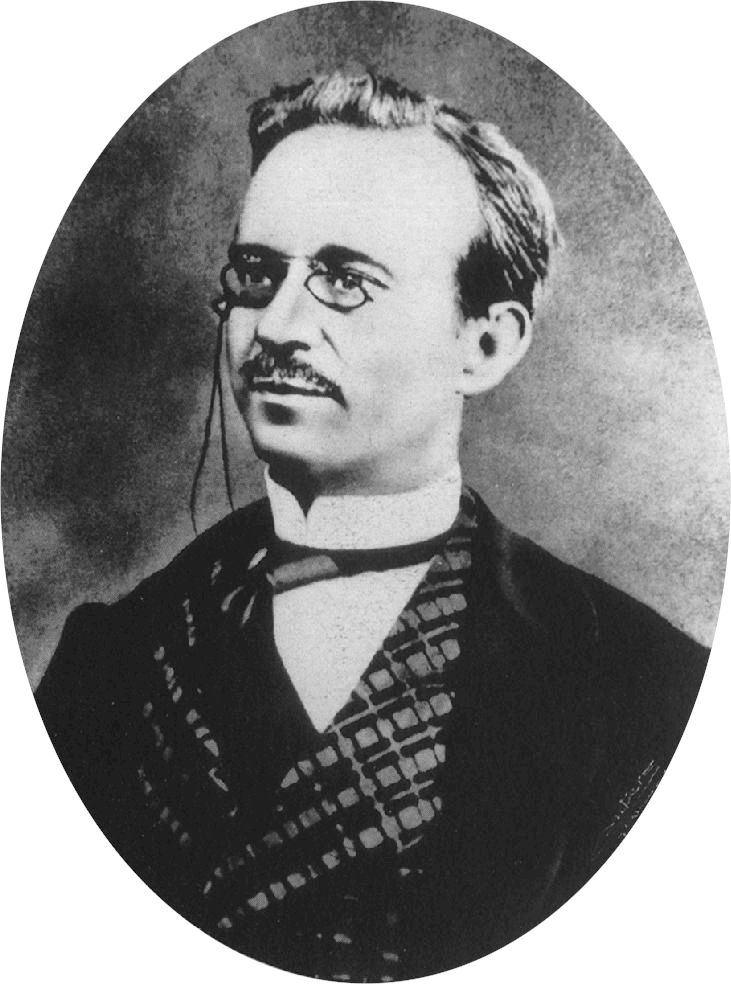
Urbano Rattazzi

Urbano Rattazzi (* 20. Juni 1808 in Alessandria; † 5. Juni 1873 in Frosinone) war ein piemontesischer und später  italienischer Politiker. Als Präsident des Ministerrats führte er zwischen 1862 und 1867 mit den Kabinetten Rattazzi I und Rattazzi II zwei italienische Regierungen an.

## Leben
Rattazzi war Sohn einer angesehenen und vermögenden Familie Alessandrias. Er arbeitete nach dem Studium der Rechtswissenschaft in Turin kurze Zeit als Rechtsanwalt in Casale Monferrato, wandte sich 1848 jedoch der Politik zu. Im April 1848 wurde er als Abgeordneter des Wahlkreises Alessandria in das Parlament des Königreichs Sardinien-Piemont gewählt und blieb für elf Legislaturperioden Abgeordneter (ab 1861 in der italienischen Abgeordnetenkammer).
Er wurde zum Kultusminister in der Regierung Casati (Juli–August 1848) ernannt und amtierte für wenige Tage auch im Amt des Ministers für Industrie und Landwirtschaft und danach im Handelsministerium. Nach der Krise im Jahre 1848 und dem Machtaufstieg Vincenzo Gioberti im Dezember 1848 war er bis Februar 1849 Minister für Gnaden- und Justizangelegenheiten. Im Kabinett Chiodo wurde er zum Innenminister ernannt.
Seine Aufgabe war es, das Abgeordnetenhaus über die erneute Aufnahme des Krieges gegen Österreich und die Niederlage in der Schlacht bei Novara zu informieren. Wegen der enttäuschenden Ereignisse von 1849 verließ er die extreme Linke und gründet die gemäßigte Linke, die im Jahre 1852 zusammen mit der gemäßigten Rechte – letztere geleitet von Cavour – die Stabilität der Regierung gewährleistete.
Urbano Rattazzi wurde am 11. Mai 1852 zum Präsidenten der Abgeordnetenkammer berufen. Im Oktober 1853 wurde er im Kabinett Cavour I Justizminister, von Mai 1855 bis Januar 1858 war er Innenminister. Dabei leitete er zahlreiche Reformen ein, darunter das Verbot einiger Mönchsorden, eine Teilsäkularisierung von Kirchengütern und die Beschränkung des Einflusses religiöser Vereinigungen. Dies trug ihm die Feindschaft des Klerus ein, worauf er 1858 spontan als Minister zurücktrat.
Im Jahre 1859 wurde er erneut zum Parlamentspräsidenten gewählt, verließ aber umgehend dieses Amt, um sich der Regierung von La Marmora anzuschließen, wo er das Innenministerium führte. Im Januar 1860 trat er aus dem Kabinett aus, nachdem er sich vergeblich gegen die Übergabe von Savoyen und der Grafschaft Nizza an das zweite französische Kaiserreich gewehrt hatte.
In der Folge änderte Rattazzi seinen außenpolitischen Standpunkt. Nach der Ausrufung des Königreiches Italien wurde er am 7. März 1861 zum allerersten Präsidenten der Abgeordnetenkammer in Turin. Nach dem Fall der Regierung Ricasoli am 4. März 1862 übernahm er selbst die Position des Ministerpräsidenten und zusätzlich das Amt des Innen- und Außenministers. Aber sein resolutes Vorgehen gegen Giuseppe Garibaldi trug ihm viele Feinde ein. Nach der Schlacht von Aspromonte wurde er, obwohl siegreich, aus dem Amt gedrängt. Vom April bis Oktober 1867 war er erneut Ministerpräsident, konnte aber die „römische Frage“ (die Eingliederung des Kirchenstaats in das Königreich Italien) nicht lösen. Das eigenmächtige Vorgehen Garibaldis gegen die Reste des Kirchenstaates, das am 3. November 1867 zu seiner Niederlage gegen die päpstlichen und französischen Truppen bei Mentana führte, bewogen Ratazzis am 27. Oktober 1867 erneut zum Rücktritt und endgültigen Rückzug von der politischen Bühne. Obwohl er weiterhin als bedeutender politischer Vertreter der Linken galt, erhielt er später kein höheres politisches Amt mehr.
Urbano Rattazzi heiratete 1863 in zweiter Ehe Marie-Lætitia Bonaparte-Wyse (1831–1902), die Tochter des britischen Armeeoffiziers Captain Studholme John Hodgson und dessen Geliebter Lætitia Bonaparte (1804–1871), die eine Nichte von Napoleon Bonaparte war.